# Cal (material)

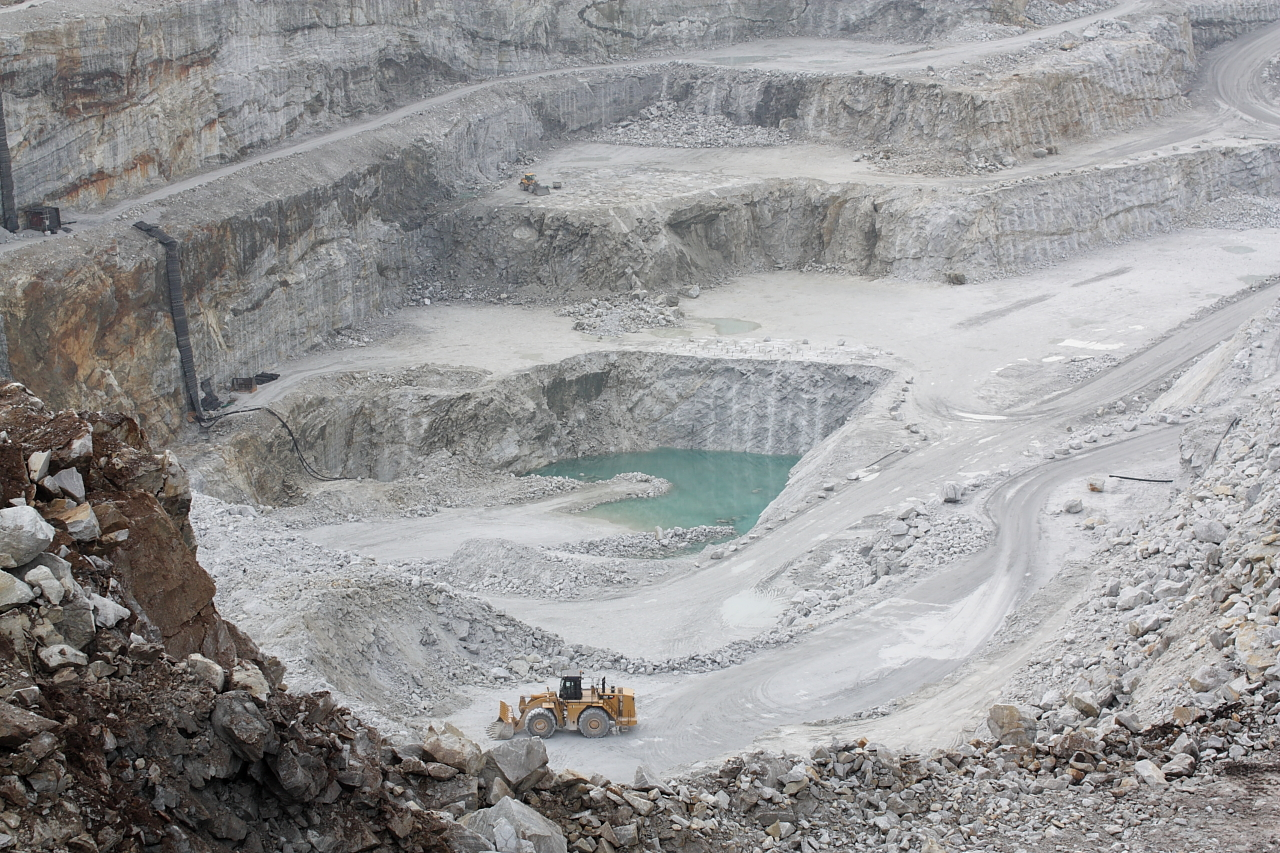
Cantera de caliza en Brønnøy, Noruega

La cal es un material inorgánico compuesto principalmente de óxido de calcio y/o hidróxido de calcio. También es el nombre que se le da al óxido de calcio que se genera en el incendio de vetas de carbón y en los xenolitos de caliza alterados por eyecciones volcánicas. La Asociación Mineralógica Internacional reconoce la cal como un mineral con la fórmula química CaO. La palabra cal procede del latín vulgar cals, y este de la forma latina calx, calcis, en referencia a la piedra caliza a partir de la que se fabrica.
Todavía se emplea en grandes cantidades como material de construcción e ingeniería (incluidos los productos derivados de la piedra caliza, como cementos, hormigones y morteros), como materia prima química y para el refinado del azúcar, entre otros usos. La industria de la cal y el uso de muchos de los productos resultantes datan de tiempos prehistóricos tanto en el Viejo Mundo como en el Nuevo Mundo. Así mismo, se usa ampliamente para el tratamiento de aguas que contienen sulfato de hierro(II).
Las rocas y los minerales de los que se obtiene suelen ser piedra caliza o creta, compuestas principalmente de carbonato de calcio. Normalmente, se cortan en bloques, se trituran o pulverizan y se tratan térmica o químicamente. La "quema" (calcinación) de carbonato de calcio en un horno de cal con una temperatura superior a 900 grados Celsius (1652,0 °F) lo convierte en una sustancia altamente cáustica, denominada "cal viva" o "cal sin apagar" (óxido de calcio) y, a través de la adición posterior de agua, en la menos cáustica (pero aún fuertemente alcalina) "cal apagada" o "cal hidratada" (hidróxido de calcio, Ca(OH)2). El proceso de hidratar el óxido de calcio se denomina "apagado de la cal".
Cuando el término se encuentra en un contexto agrícola, por lo general se refiere a la cal agrícola, que hoy en día suele ser piedra caliza triturada, no el producto de un horno de cal. De lo contrario, lo más común es que haga referencia al hidróxido de calcio, ya que la forma más peligrosa suele describirse más específicamente como "cal viva" (óxido de calcio).

## Uso histórico en construcción

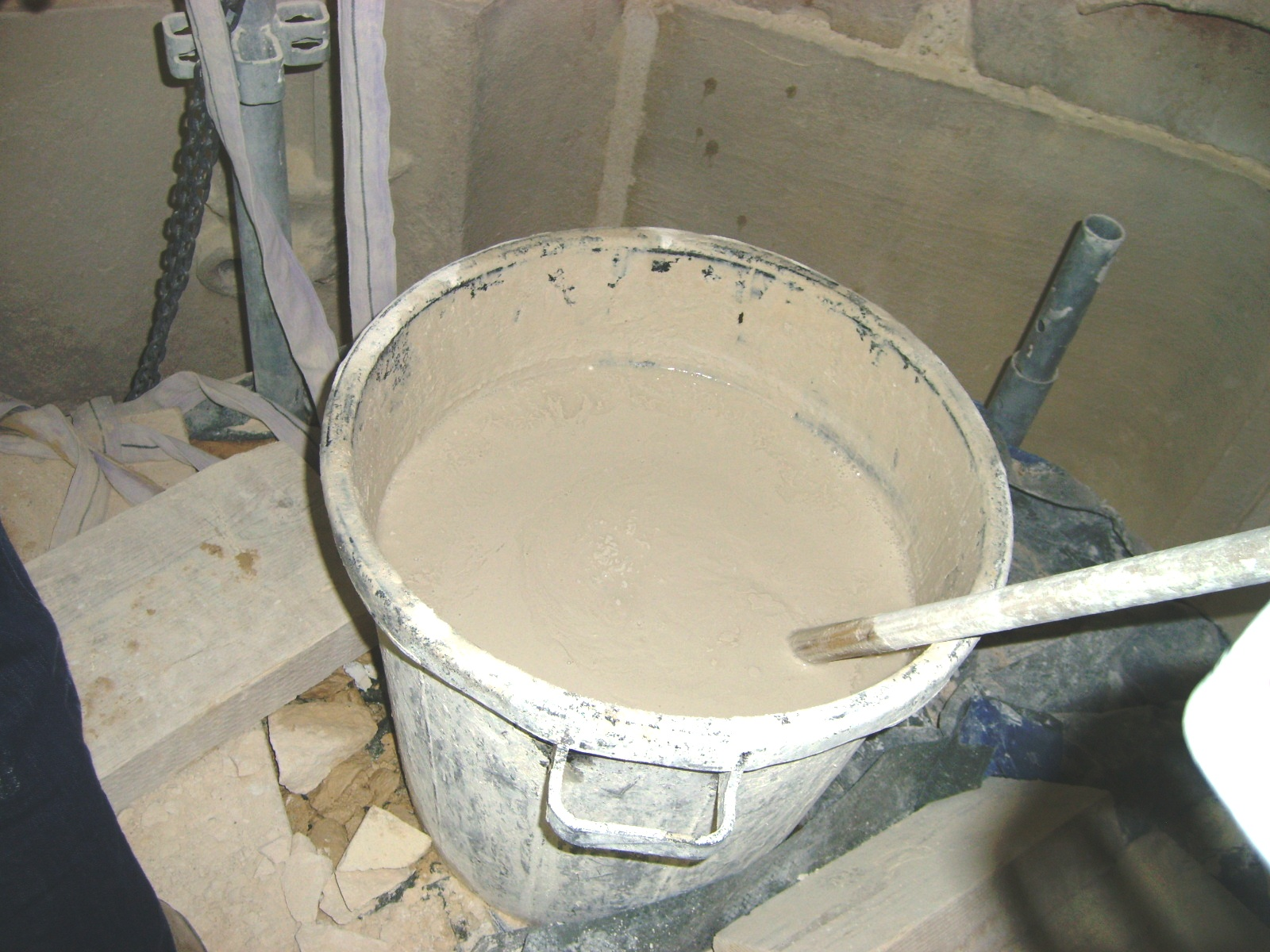
Cubeta con cal hidráulica natural (apagada) y agua para realizar el enlucido de un paramento.

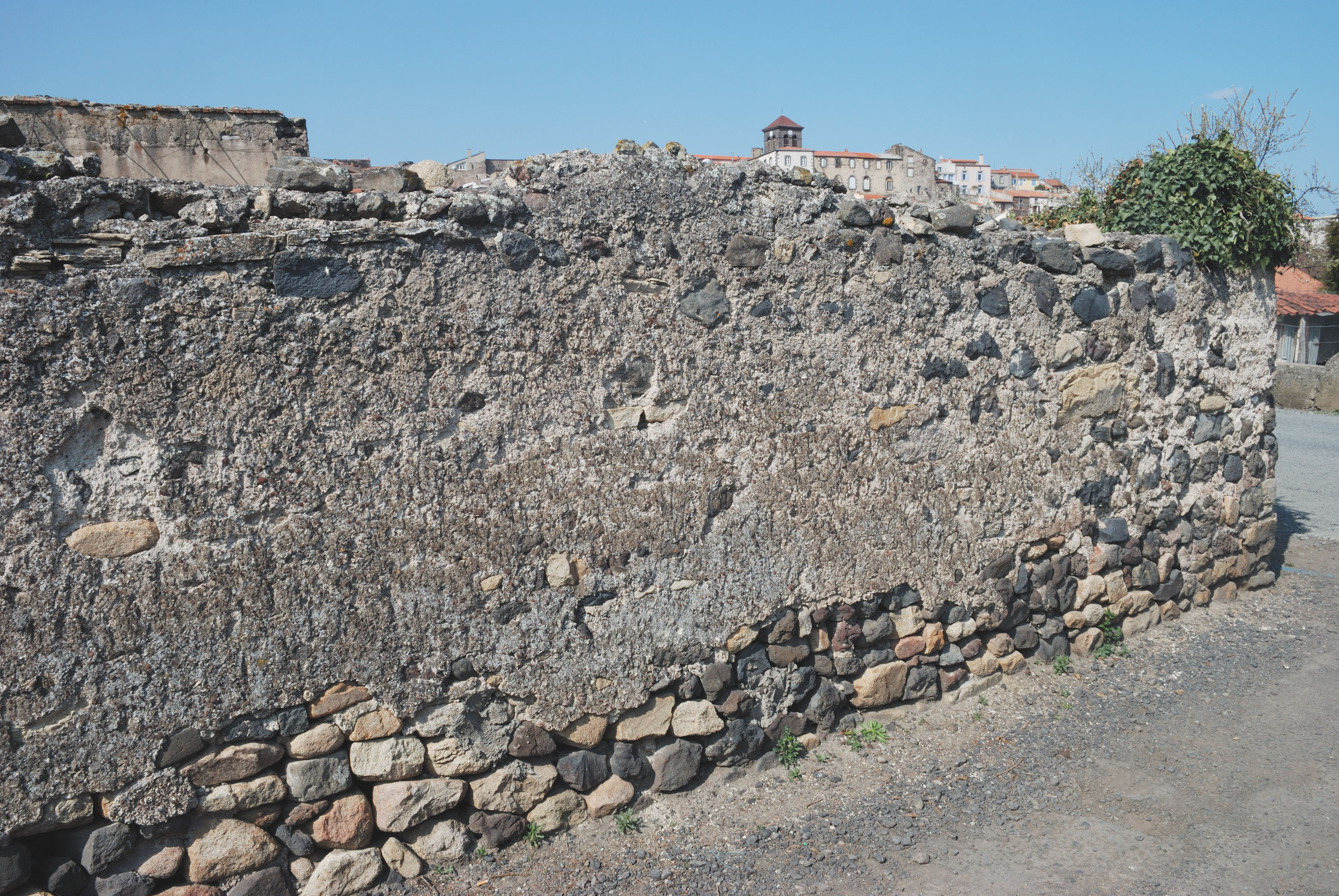
Una aplicación tradicional de la cal en la construcción: mampostería con enlucido de cal

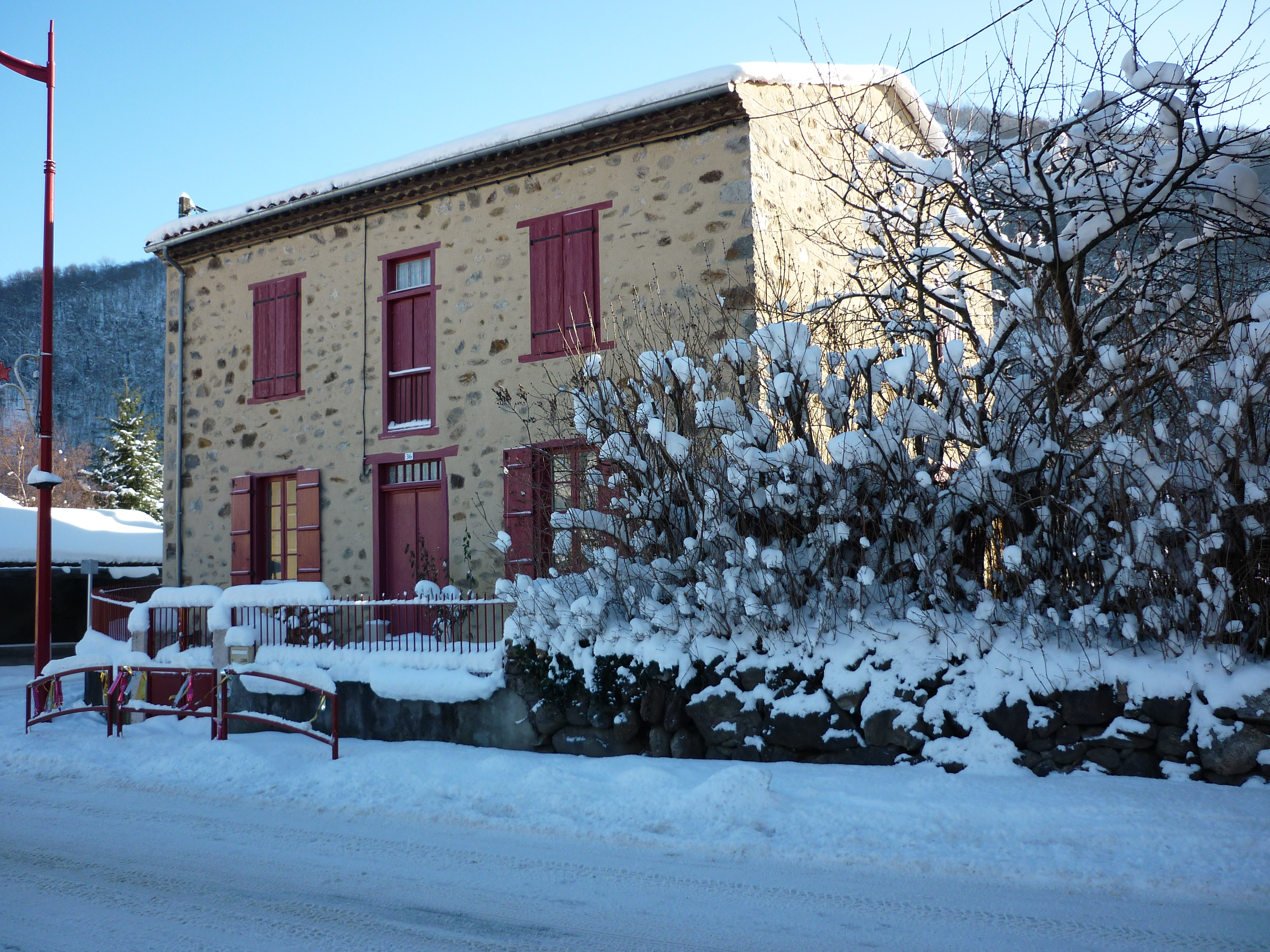
Casa restaurada con cal

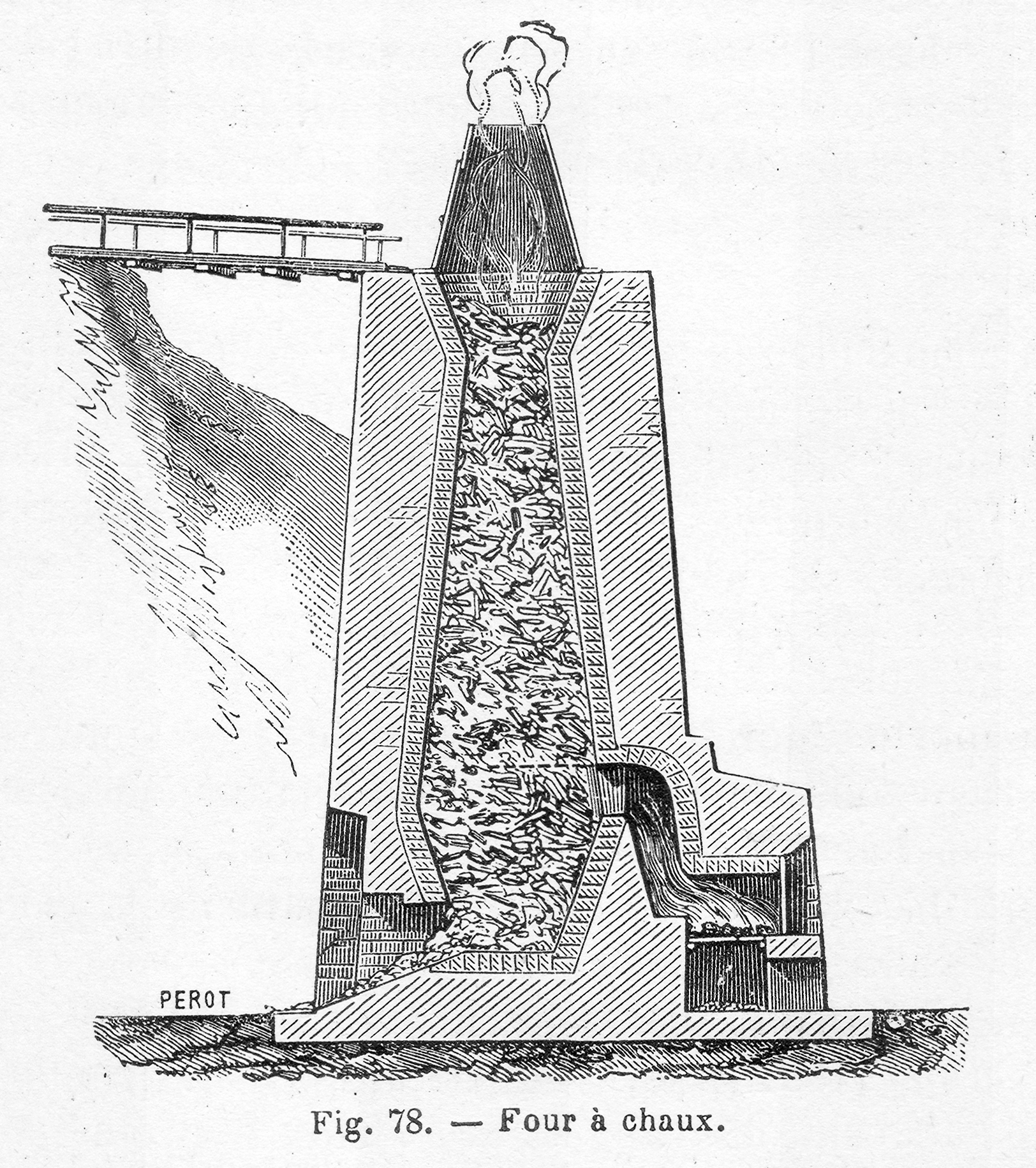
Representación de un horno de cal (1906)

El principio de calcinación o "quemado" de una roca más o menos compacta o dura para extraer un componente que luego puede ser reconstituido, posiblemente sea uno de los primeros descubrimientos relacionados con los usos dados al fuego por los humanos. Las rocas de sulfato cálcico calentadas a unos 120 °C producen yeso, un material más fácil de obtener que probablemente se descubrió mucho antes que la cal.

### Período preneolítico
Según los hallazgos en 'Ain Ghazal en Jordania, Yiftahel en Israel y Abu Hureyra en Siria, que datan del 7500 al 6000 a. C., el primer uso de la cal fue principalmente como aglutinante para formar pavimentos y en forma de mortero para revestir paredes. Este uso pudo haber conducido a su vez al desarrollo de la protocerámica, hecha de cal y ceniza. Para confeccionar morteros con cal, el material de base empleado desde más antiguo fue el barro. Según los hallazgos en Catal Hüyük en Turquía, el barro pronto fue seguido por la arcilla y después por la cal en el sexto milenio a. C.
El uso de la cal también está documentado en las primeras ciudades, como Çatalhöyük en Anatolia (hacia el 7000 a. C.) o Jericó en Israel (hacia el 6000 a. C.), donde se usaba en revestimientos.

### Mesopotamia, Antiguo Egipto, Extremo Oriente y América Precolombina
El uso de la cal se extendió por el creciente fértil y fue habitual en Mesopotamia (donde existían hornos de cal datados en el 2500 a. C.), extendiéndose su empleo hasta el Extremo Oriente. Por su parte, fue un material frecuentemente utilizado para hacer revestimientos y decoraciones por los mayas en el centro y el norte de México, así como por las culturas andinas.
Se sabe que en el antiguo Egipto (a partir del año 3000 a. C.) se utilizaron mezclas de yeso y de cal como soportes para la pintura mural, aunque no es posible saber si la presencia de cal es un residuo resultante de la presencia de caliza mezclada naturalmente con las rocas de yeso, o bien se añadió intencionadamente cal producida al efecto.

### Mundo grecorromano
Probablemente fueron los griegos los primeros en utilizar ampliamente la cal para el revestimiento de muros, como muestran los pavimentos del palacio de Knossos en la isla de Creta. Pero serían los romanos quienes heredaron esta técnica y le añadieron arena para formar morteros. Fue en época romana cuando se perfeccionó el proceso de fabricación de la cal, seleccionándose las materias primas con gran cuidado, como la piedra caliza procedente de Etruria, y llegaron a estudiar de forma rudimentaria las propiedades de la cal después de cocida.

### Edad Media y Renacimiento
La caída del Imperio Romano de Occidente supuso que durante un milenio se produjera un retorno generalizado a elaboraciones de cal más elementales, conservándose en Europa a duras penas las técnicas del empleo de la cal heredadas de Roma, que sobrevivieron más o menos inalteradas primero a través de la cultura bizantina y después a través del mundo árabe.
Alrededor del año 500 se desarrolló en China una mezcla de cal con arroz cocido (mortero de cal con arroz) para producir un compuesto orgánico-inorgánico que tenía más fuerza y resistencia al agua que el mortero de cal. El arroz glutinoso desempeñó un papel importante en el mantenimiento de la durabilidad de la Gran Muralla China, así como en tumbas, pagodas y numerosas murallas.
No sería hasta el "redescubrimiento" de los tratados del célebre arquitecto romano Vitruvio en 1414, y gracias a sus "Diez Libros" se pudieron recuperar los métodos romanos de dosificación y aplicación de la cal, consolidando los avances empíricos costosamente desarrollados durante el período de la arquitectura gótica. La cal siguió siendo ampliamente utilizada en las construcciones renacentistas y barrocas, hasta que fue progresivamente sustituida como aglomerante en los morteros por productos estandarizados como el cemento Portland.

### A partir delsigloXVIII
Los técnicos y científicos de mediados del siglo XVIII y comienzos del siglo XIX estaban interesados en las propiedades hidráulicas de la cal. Durante siglos se había considerado la caliza que contenía arcillas como un material impuro, inadecuado para fabricar cal. Pero hacia 1750 se observó en Inglaterra que las cales fabricadas con calizas que contenían arcilla producían unos morteros de mayor resistencia y capaces de fraguar bajo el agua, lo que sirvió al ingeniero John Smeaton para desarrollar un primitivo hormigón a base de cal, polvo de ladrillo y guijarros.
Finalmente, sería el ingeniero francés Louis Vicat quien definió en la segunda década del siglo XIX la teoría de la hidraulicidad, afirmando que cuando la caliza contiene una proporción de arcilla íntimamente mezclada, se obtiene por calcinación una cal hidráulica. A Vicat se le atribuye habitualmente en Francia la invención del cemento moderno, aunque sería mediante modificaciones y mejoras sucesivas de su experimento original como se llegó a la dosificación adecuada del cemento Portland, que acabaría sustituyendo por completo a la cal hidráulica en la producción de morteros y hormigones.
Con posterioridad, sus usos más habituales en construcción se centran en los morteros de cal (empleados en albañilería y en la restauración de edificaciones antiguas originalmente levantadas con morteros de cal), enlucidos (el tradicional encalado de las casas del ámbito mediterráneo, así como en la técnica del esgrafiado), y en la fabricación de ladrillos silico-calcáreos.: 32 

## Producción

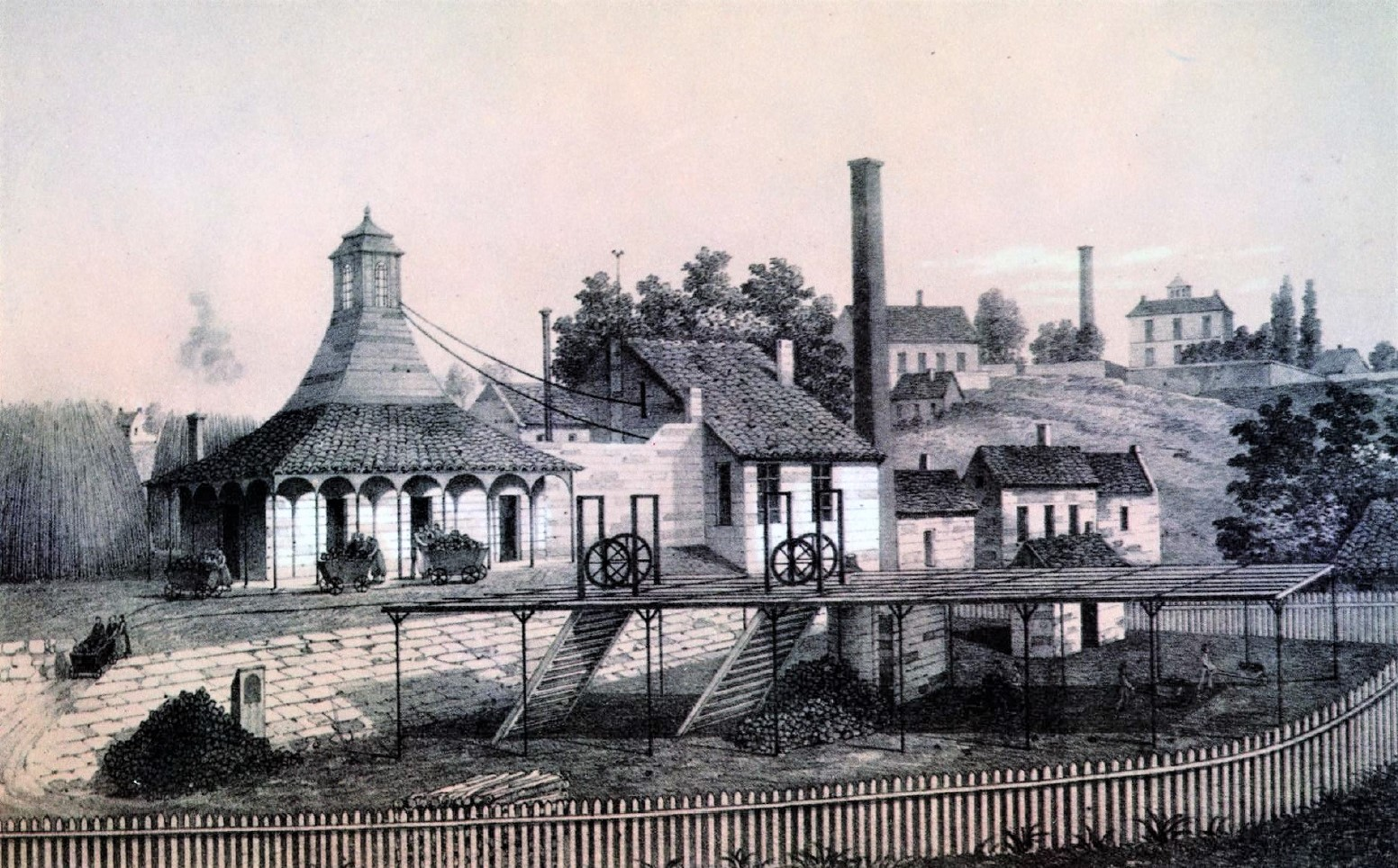
Antiguo horno de cal y su foso cerca de Anzin. Siempre se situaban en altura o cerca de un foso, necesario para facilitar el flujo o la evacuación por dilución del anhídrido carbónico, un gas asfixiante más pesado que el aire

Horno de cal, situado en Brunner Mond, cerca de Northwich, en el condado de Cheshire, Inglaterra

En la industria de la cal, el término caliza es una denominación general que se aplica a las rocas que contienen 80% o más de carbonato de calcio o de magnesio, incluidos el mármol, la creta, las oolitas y las margas. Se realiza una clasificación adicional por su composición, distinguiéndose entre rocas con alto contenido de calcio, rocas arcillosas, rocas silíceas, conglomerados, rocas magnésicas, dolomías y otros materiales calcáreos. Fuentes poco comunes de cal incluyen los corales, las conchas marinas, la calcita y la ankerita.
La piedra caliza se extrae de canteras o en algunos casos de minas. Parte de la piedra extraída, seleccionada según su composición química y granulometría óptica, se calcina a unos 900 grados Celsius (1652,0 °F) en hornos de cal para producir cal viva según la reacción:
{\displaystyle {\ce {{\overset {carbonato~de~calcio}{CaCO3}}->[][{\text{heat}}]{\overset {oxido~de~calcio}{CaO}}+{\overset {dioxido~de~carbono}{CO2}}}}}.
Antes de emplearse, el óxido de calcio es hidratado mezclándolo con agua, proceso que se conoce como apagado, por lo que la cal hidratada también se conoce como cal apagada, que se produce de acuerdo con la reacción:
{\displaystyle {\ce {{CaO}+{\overset {agua}{H2O}}->{\overset {hidroxido~de~calcio}{Ca(OH)2}}}}}.
El "apagado en seco" es apagar la cal viva con agua suficiente para hidratar la cal viva, pero para mantenerla en forma de polvo; el producto resultante se conoce como cal hidratada. En el "apagado húmedo", se agrega un poco de agua en exceso para hidratar la cal viva hasta obtener una forma denominada masilla de cal.
Debido a que la cal tiene la capacidad de adherirse a ladrillos y piedras, a menudo se usa como aglutinante en los morteros utilizados en trabajos de albañilería. También se utiliza como revestimiento de paredes para permitir la aplicación de diversos tipos de pinturas, o para formar directamente una capa de un blanco luminoso mediante la técnica conocida como encalado.

## Ciclo de la cal

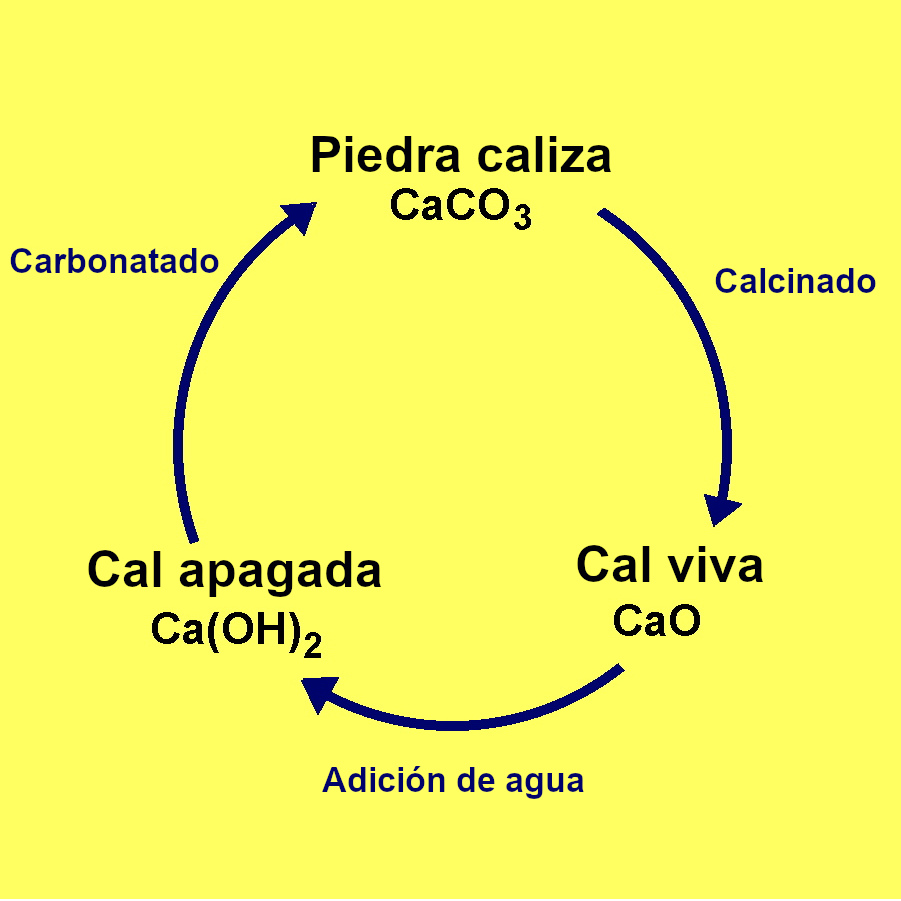
El ciclo de la cal para la cal rica en calcio

El proceso por el que la piedra caliza (carbonato de calcio) se convierte en cal viva por calentamiento, luego en cal apagada por hidratación y, de forma natural, vuelve a convertirse en carbonato de calcio por carbonatación, se denomina "ciclo de la cal". Las condiciones y los compuestos presentes durante cada paso del ciclo de la cal tienen una fuerte influencia en el producto final, de ahí la compleja y variada naturaleza física de los productos de la cal.
Un ejemplo es cuando se mezcla cal apagada (hidróxido de calcio) en una lechada espesa con arena y agua para formar un mortero utilizado en construcción. Cuando se ha colocado la mampostería, la cal apagada del mortero comienza a reaccionar lentamente con el dióxido de carbono del aire para formar carbonato de calcio (piedra caliza) según la reacción:
Ca(OH)2 + CO2 ? CaCO3 + H2O.
El dióxido de carbono que participa en esta reacción está principalmente disponible en el aire o disuelto en el agua de lluvia, por lo que el mortero de cal pura no se volverá a carbonatar bajo el agua o dentro de una pared de mampostería gruesa.
El ciclo de la cal para la cal dolomítica y magnésica no se entiende bien pero es más complejo porque los compuestos de magnesio también se apagan para formar periclasas, que se apagan más lentamente que el óxido de calcio, y cuando se hidratan producen varios otros compuestos. Por lo tanto, estas cales contienen inclusiones de portlandita, brucita, magnesita y otros compuestos de hidroxicarbonato de magnesio. Las investigaciones realizadas sobre estos compuestos de magnesio son muy escasas y contradictorias, y cuestionan si "... pueden ser significativamente reactivos con la lluvia ácida, lo que podría conducir a la formación de sales de sulfato de magnesio". Las sales de sulfato de magnesio pueden dañar el mortero cuando se secan y recristalizan, debido a la expansión de los cristales a medida que se forman, proceso que se conoce como ataque por sulfatos.

## Material de construcción

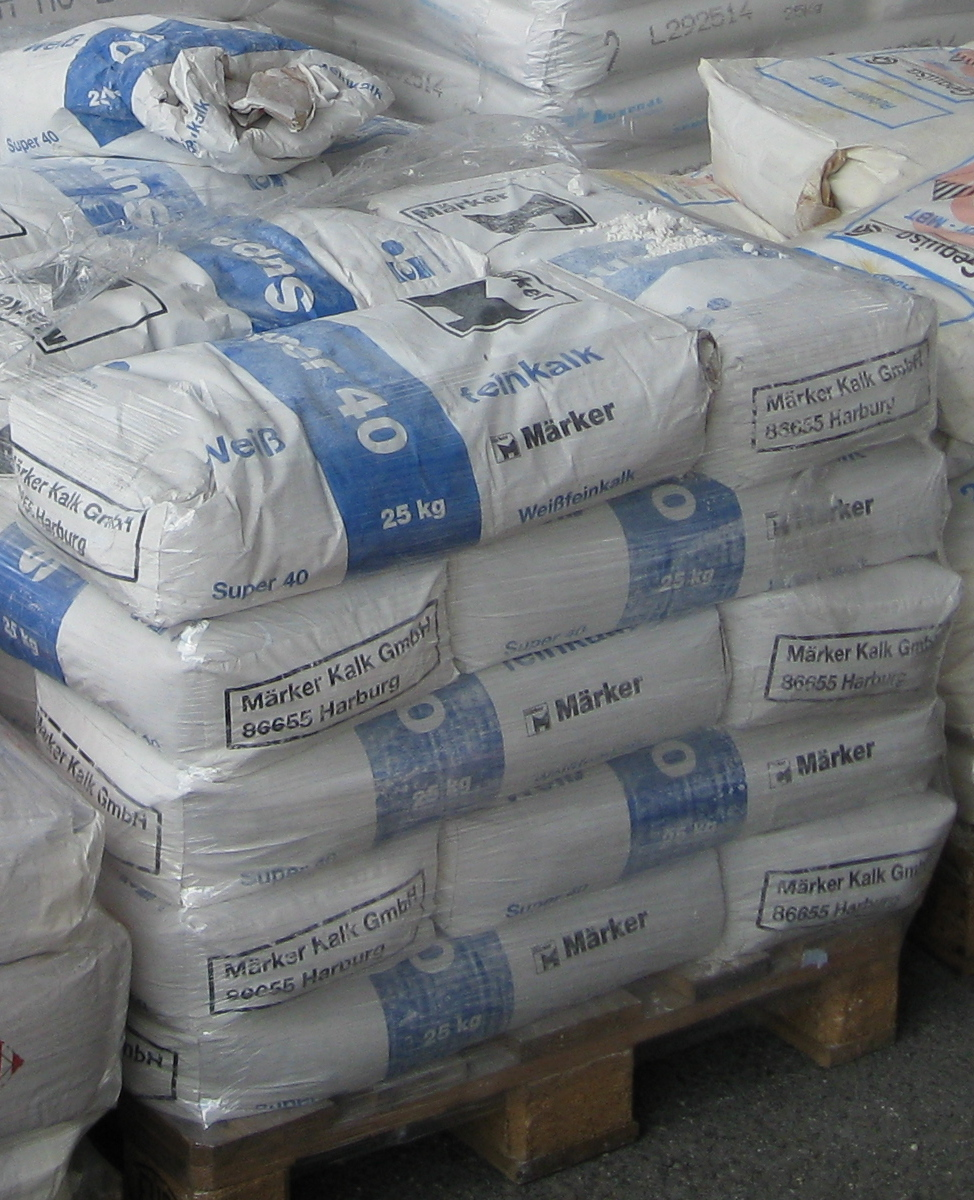
Sacos de 25 kg de cal viva Super 40: 95% mínimo de CaO en peso, fabricada a partir de caliza jurásica de Baden-Wurtemberg

La cal utilizada en los materiales de construcción se clasifica en general como cal "pura", "hidráulica" y "pobre". Además, puede ser "natural" o "artificial", y puede identificarse además por su contenido de magnesio, como dolomítica o cal magnésica. Los usos incluyen los morteros de cal, el revoco con cal, los suelos de cal-ceniza, el hormigón rayado, el encalado de paramentos y la fabricación de pinturas minerales, que a su vez pueden ser de muchos tipos. Las cualidades de la cal procesada afectan la forma en que se utiliza. Los romanos utilizaban dos tipos de mortero de cal para hacer opus caementicium, lo que les permitió revolucionar la arquitectura, iniciando el período conocido como revolución del hormigón.
La cal tiene muchas características complejas como producto de construcción, incluida su trabajabilidad; cohesión; adhesividad; contenido de aire; contenido de agua; forma de cristalización; vida útil; capacidad de esparcirse y fluidez; fuerza de unión; resistencia propia; desarrollo de la dureza; capacidad de aglutinar arena; hidraulicidad; contenido de cal libre; permeabilidad al vapor; flexibilidad; y resistencia a los sulfatos. Estas cualidades se ven afectadas por muchos factores durante cada paso de su fabricación y puesta en obra, incluidos los materiales originales de la fuente de cal; ingredientes añadidos antes y durante la calcinación, incluida la inclusión de compuestos procedentes de la combustión; temperatura y duración de la calcinación; método de apagado, que incluye la mezcla en caliente (cal viva añadida a la arena y al agua para hacer mortero), apagado en seco y apagado en húmedo; proporción de la mezcla con los agregados y el agua; los tamaños y tipos de agregados; los contaminantes en el agua de mezcla; hechura; y velocidad de secado durante el curado.
La cal pura también se conoce como cal rica, común, aireada, apagada, floja, decapada, hidratada y con alto contenido de calcio. Se compone principalmente de hidróxido de calcio que se obtiene apagando la cal viva (óxido de calcio) y puede contener hasta un 5% de otros ingredientes. La cal pura fragua muy lentamente por contacto con el dióxido de carbono del aire y la humedad. No es una cal hidráulica, por lo que no fragua bajo el agua. La cal pura es de color blanco puro y se puede usar para blanquear, enlucir y como mortero. La cal pura es soluble en agua que contiene ácido carbónico, un ácido débil natural que es una solución de dióxido de carbono en agua y también es atacado por la lluvia ácida, por lo que se lavará lentamente, pero esta característica también produce un proceso autógeno o de autorreparación, mediante el que la cal disuelta puede fluir hacia las grietas del material y volver a depositarse, rellenándolas automáticamente.
La cal semihidráulica, también llamada cal parcialmente hidráulica o gris, fragua inicialmente con agua y luego continúa fraguando con aire. Esta cal es similar a la cal hidráulica pero tiene menos óxido de silicio(IV) soluble (generalmente un mínimo del 6%) y aluminato, y se asentará bajo el agua pero nunca se endurecerá.
La cal hidráulica también se llama cal de agua. Contiene cal con sílice o alúmina, y fragua con la exposición al agua, y por lo tanto, es capaz de fraguar bajo el agua. La "cal hidráulica natural" (NHL) está hecha de una piedra caliza que naturalmente contiene algo de arcilla. La "cal hidráulica artificial" se obtiene agregando formas de sílice o alúmina, como arcilla, a la piedra caliza durante el proceso de calcinación, o agregando ceniza puzolánica a la cal pura. Las cales hidráulicas se clasifican según su fuerza: débil, moderadamente y eminentemente hidráulicas. La cal débilmente hidráulica contiene de un 5 a un 10% de arcilla, se apaga en minutos y fragua en unas tres semanas. Se utiliza para trabajos poco exigentes y en climas templados. La cal moderadamente hidráulica contiene entre el 11 y el 20% de arcilla, se apaga en una o dos horas y fragua en aproximadamente una semana. Se utiliza para trabajos de mejor calidad y paredes exteriores en climas fríos. La cal eminentemente hidráulica contiene entre un 21 y un 30% de arcilla, se apaga muy lentamente y fragua aproximadamente en un día. Se utiliza en entornos agresivos, como lugares húmedos y cerca del agua salada. La cal hidráulica es de color blanquecino. El grado de hidraulicidad de los morteros afectará a otras muchas de sus características. Al seleccionar una proporción adecuada de arcilla a piedra caliza, se pueden diseñar morteros que carbonaten o fragüen hidráulicamente en grados variables para requisitos de aplicaciones particulares, como tiempo de fraguado, resistencia, color, durabilidad, resistencia a las heladas, trabajabilidad, velocidad de fraguado en presencia de agua, o permeabilidad al vapor.
La cal pobre también se conoce como cal magra. La fragua y cura muy lentamente y tiene una cohesión débil. Su color es gris.
La cal de magnesio contiene más del 5 % de óxido de magnesio (BS 6100) o del 5 al 35 % de carbonato de magnesio (ASTM C 59-91). Dolomitic lime has a high magnesium content of 35-46% magnesium carbonate (ASTM C 59-91). La cal dolomítica recibe su nombre de los montes Dolomitas, la cordillera alpina que separa Italia y Austria.
En los Estados Unidos, la cal para mampostería que se usa más comúnmente es la cal hidratada tipo S, que se debe agregar al cemento Portland para mejorar su plasticidad, la retención de agua y otras cualidades. La S significa especial, lo que la distingue de la cal hidratada Tipo N, donde la N significa normal. Los atributos especiales del Tipo S son su "... capacidad para desarrollar una alta plasticidad con rapidez y una mayor retención de agua debido a la limitación en su contenido de óxido no hidratado". El término Tipo S se originó en 1946 en la norma ASTM C 207 Cal hidratada para fines de mampostería, y es casi siempre cal dolomítica, hidratada bajo calor y presión en un autoclave, y utilizada en morteros, enfoscados, estucos y enyesados. La cal Tipo S no se considera fiable como aglomerante puro en morteros, debido a su alterabilidad con el paso del tiempo.
La cal denominada kankar recibe su nombre de una forma de carbonato de calcio empleada en la India para fabricarla.
La cal selenítica, también conocida como cemento de Scott por Henry Young Darracott Scott, es un cemento de yeso gris o cal similar a las rocas del liásico, con aproximadamente un 5% de yeso calcinado añadido. La selenita es un tipo de yeso, pero el cemento selenítico se puede fabricar usando cualquier forma de sulfato o empleando ácido sulfúrico. El sulfato detiene el apagado, y hace que el cemento fragüe más rápido y con mayor resistencia.

### Hormigón romano
Los romanos preparaban una mezcla de hormigón denominada opus caementicium mezclando cal y cenizas volcánicas para crear una reacción puzolánica. Si se mezclaba con toba volcánica y se podía colocar bajo el agua de mar, que hidrataba la cal en una reacción exotérmica que solidificaba la mezcla.

### Hormigóntabby
El hormigón tabby es un tipo de hormigón que se fabrica quemando conchas de ostras para obtener cal y mezclándola después con agua, arena, ceniza y conchas de ostras rotas. Fue utilizado por los primeros colonos españoles en la actual Florida y luego por los colonos británicos, sobre todo en las costas de Carolina del Sur y Georgia.

## Otros usos
La cal aparece como un álcali con gran disponibilidad entre las décadas de 1830 y 1840. Esto propició que en Francia se robase durante un tiempo la cal viva de las casillas de los peones camineros situadas en el borde de las carreteras rurales para utilizarla en la "pesca con cal", una práctica furtiva consistente en arrojar cal viva en los remansos de los ríos para recoger los peces muertos por el efecto conocido como alcalosis.
La producción francesa de cal viva aumentó de 2,6 millones de toneladas en 1958 a 4,87 en 1981; pasando por 4,2 millones en 1977. En 2013 se redujo a 3 millones de toneladas, si se excluyen las 900.000 toneladas de la producción integrada. Las oscilaciones de la actividad siderúrgica explica estos altibajos, puesto que todavía consumía antes de 1980 alrededor de la mitad de la producción. La cal es un fundente empleado en los convertidores Bessemer, necesario para la fabricación de acero a partir del arrabio, ya que se combina con las impurezas ácidas perjudiciales para la calidad del metal finalmente obtenido. Su presencia explica la abundancia de escorias tanto con contenido de óxido de silicio como de fósforo. Los otros procesos siderúrgicos también consumen cal: así, por ejemplo, los hornos modernos emplean de 50 a 60 kg de cal viva por cada tonelada de hierro, e incluso los modernos convertidores de oxígeno, requieren entre 15 y 20 kg de cal por cada tonelada de acero.
Del consumo de cal en Francia en 1981, la industria química representaba 1,12 millones de toneladas o el 23% en masa; la industria azucarera empleaba 0,55 millones de toneladas, la agricultura y ostricultura 0,27; la industria de metales no ferrosos y las obras en caminos y vías 0,24 cada una; y el tratamiento de aguas 0,20 millones de toneladas. La industria papelera alcanzaba los 0,06 millones de toneladas; mientras que los sectores de materiales de construcción in situ (conglomerantes neumáticos e hidráulicos) y prefabricados en fábrica (ladrillos silico-calcáreos y otros hormigones celulares) no superaban los 0,04 millones de toneladas cada uno. También es necesario tener en cuenta el tratamiento de los humos industriales, en particular la eliminación de SO2 y otros usos que representaban más de 0,18 millones de toneladas.
Los usos de la cal siguen siendo numerosos. Por ejemplo, en Francia (año 2010), su uso se desglosó más o menos de la siguiente manera:
- Siderurgia: alrededor del 30%.
- Obra pública, carreteras, caminos: aproximadamente el 23%.
- Agricultura: aproximadamente el 10%.
- Tratamiento de agua: aproximadamente el 10%.
- Construcción, edificación: alrededor del 3%.
- Absorción de dióxido de carbono: aparatos de respiración y anestesia de emergencia.
- Alimentación.

### Estabilización de suelos
La cal viva deshidrata fuertemente el suelo y reacciona con las arcillas, contribuyendo así a estabilizar el suelo. Hoy en día, la cal se utiliza mezclada con revestimientos bituminosos en las carreteras. Su propiedad de "floculación" se utiliza en obras públicas para transformar la arcilla (de consistencia plástica, flexible o inestable) en un material agregado más resistente a la compresión. A esta acción se suma el efecto de la reducción del agua intersticial. Al hacerlo, el contenido de agua de los suelos que están demasiado húmedos se reduce para llegar con mayor frecuencia a grado de compactación Proctor óptimo.

### Industria química

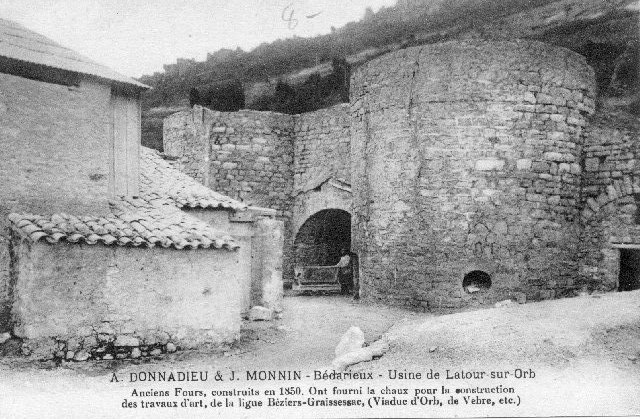
Hornos de cal de Latour-sur-Orb, Bédarieux (1920)

En la industria química, uno de los primeros productos químicos derivados de la cal que se comercializó fue el carburo de calcio, materia prima sintética del gas acetileno y en el origen del etileno y también de la cianamida cálcica, utilizada en la industria de fertilizantes. Los procesos basados en el petróleo, especialmente los que parten del gas natural metano, han sustituido casi por completo a esta antigua vía de síntesis. Queda la producción química de carbonato de calcio en polvo muy fino de alta pureza, utilizado como relleno en la industria papelera. La fabricación de carbonato de sodio mediante el proceso Solvay, la síntesis de hipoclorito de calcio, glicerol, y de óxido de propileno también utilizan cal.

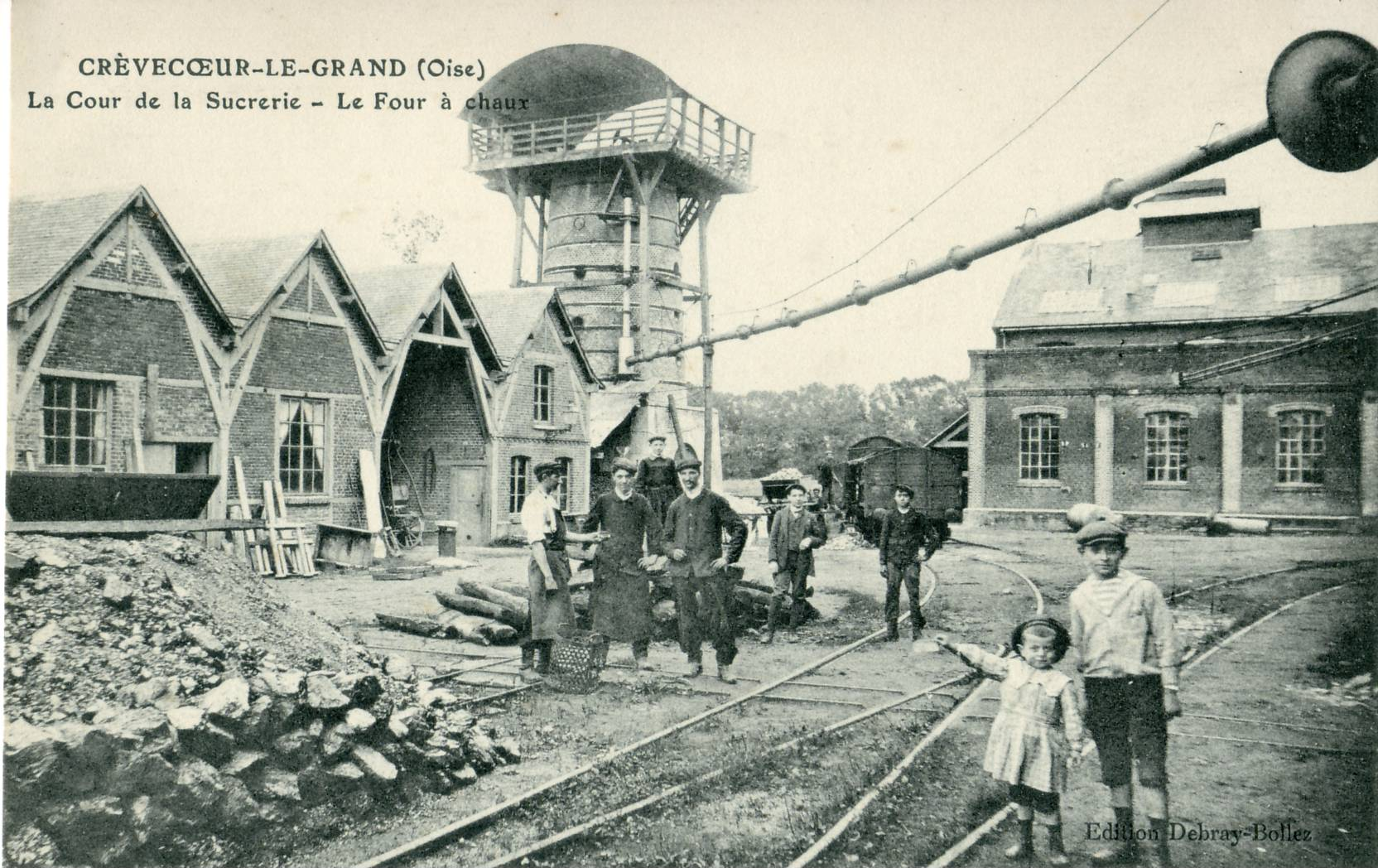
Horno de cal en la azucarera de Crèvecœur

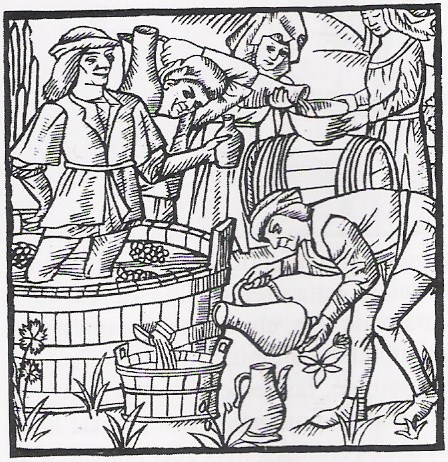
Tratamiento con cal de vino demasiado ácido (Edad Media)

Las impurezas minerales y orgánicas de las melazas de la industria azucarera a partir de caña de azúcar o cada vez menos de remolacha azucarera son precipitadas con cal. En teoría se necesitarían 150 kg de cal por tonelada de azúcar crudo, pero el sector de la caña de azúcar logra mediante drásticos ahorros y recuperación limitar este uso a 3 kg por tonelada. El sector de la remolacha exige mayores consumos, con 25 kg por tonelada de remolacha.
La cal también es un agente blanqueador de la pulpa de celulosa. El proceso Kraft, que emplea sulfuro de sodio, también requiere carbonato de sodio, que se agota rápidamente durante el proceso pero que se regenera con cal viva, para separar la celulosa de la madera o las materias primas celulósicas. Por lo tanto, se necesitan 270 kg de CaO para producir una tonelada de papel de estraza.

### Metalurgia
La química de los metales no férricos como aluminio, magnesio, calcio, cobre, zinc, plomo, oro, plata o uranio también contempla habitualmente el uso de cal. Todavía en 1980, la fabricación de aluminio, en particular el procesamiento de la bauxita mediante el procedimiento Bayer, requiere el uso masivo cal apagada Ca(OH)
2, transformada en bicarbonato de calcio Ca(HCO
3) antes de ser regenerada por una lejía sódica. El agua de mar o las salmueras procedentes de la extracción de minerales como las sales de potasio se pueden tratar con cal alcalina. El cloruro de magnesio precipita por ejemplo en hidróxido de magnesio, que, purificado, puede reducirse en magnesio.
La cal es un material refractario, muy conocido desde la antigüedad. La adición de una fracción molar, del orden del 10 al 15%, al dióxido de zirconio ZrO
2 juega un papel estabilizador de su morfología cúbica a alta temperatura.

### Mejora del suelo en la agricultura
En el tratamiento de mejora de suelos agrícolas se pueden utilizar de una a cinco toneladas de cal con magnesio, una mezcla de CaO y MgO, por hectárea. Su uso en agricultura permite corregir la acidez de los suelos aportando también el oligoelemento magnesio, a diferencia de la cal cálcica que sigue siendo la más utilizada. Las cales utilizadas por la agricultura están siempre en forma de óxido de calcio, o de óxido de calcio combinado con óxido de magnesio. El papel del ion calcio en las mezclas de arcillas y humus es similar al del hierro.

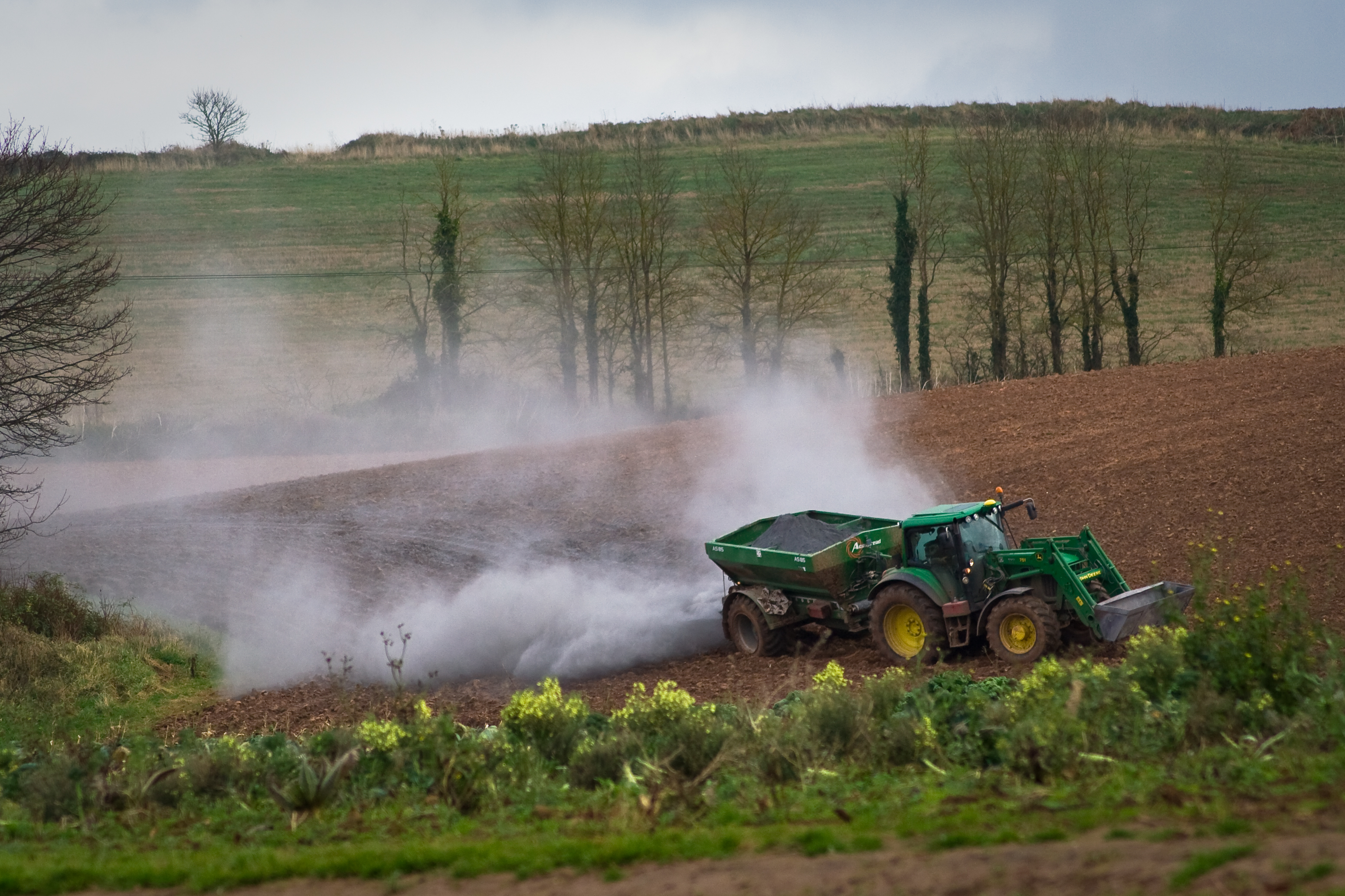
Empleo mecanizado de cal en la agricultura (Devonshire)

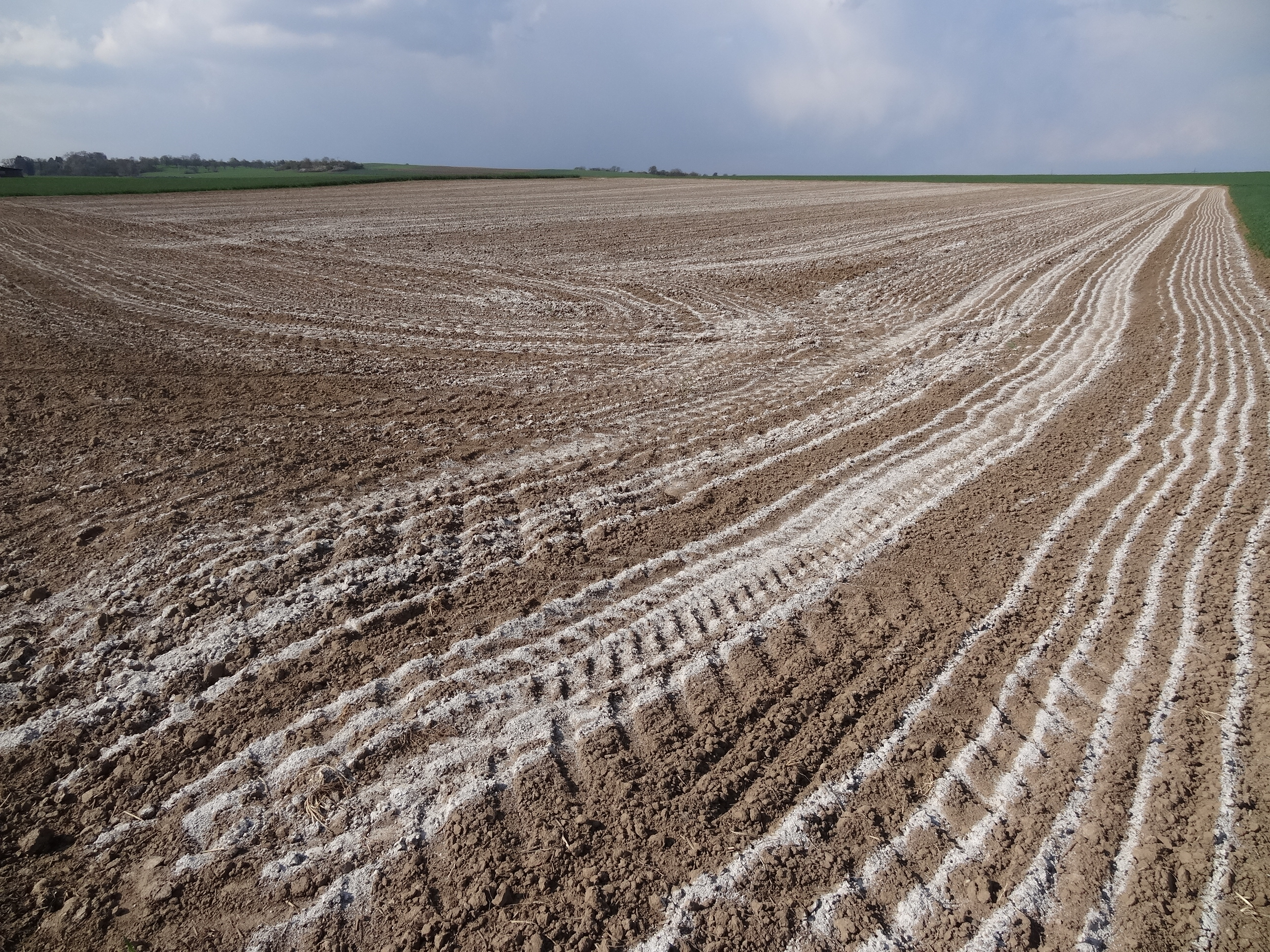
Campo tratado con cal recientemente

Además de ser una fuente de calcio y de magnesio, el tratamiento con cal también permite la destrucción de los microorganismos patógenos contenidos en efluentes que son de naturaleza ácida. La base OH- asociada al calcio que llega bruscamente al medio provoca un aumento superficial del pH que destruye estos organismos. Muy a menudo, la agricultura utiliza piedra caliza simple sin cocer, es decir, carbonato de calcio, comúnmente llamado "carbonato de cal", para mejorar la tierra. El modo de acción es más lento que el de la cal. Esto se deriva del hecho de que la acidez observada del suelo debe degradar el producto antes de que se convierta en un óxido y pueda desarrollar el comportamiento como base deseado. Solo se puede garantizar una buena eficiencia agronómica si es lo suficientemente fino para disolverse correctamente. La ventaja de usar carbonato de calcio es tanto económica como ecológica, porque no destruye los organismos beneficiosos del suelo. En términos absolutos, su poder neutralizante es, a igual cantidad, muy inferior al de la cal viva.

### Cultivo de ostras
En ostricultura, la cal permite formar una capa desinfectante para cubrir las conchas, facilitando la fijación de las larvas.

### Uso en el tratamiento de aguas y en el tratamiento de humos
El ajuste de pH, la posible precipitación de hidróxidos metálicos, la capacidad de aglomeración de determinados materiales por "floculación", incluso la descarbonatación por precipitación de CaCO
3 o la destrucción de gérmenes, justifican su uso en el tratamiento de aguas, más a menudo en la forma de cal viva.
En el tratamiento de aguas residuales y efluentes, la adición de cal neutraliza la acidez y estabiliza los lodos. En incineradores, se utiliza para neutralizar humos ácidos que contienen dióxido de azufre (SO
2) y/o ácido clorhídrico (HCl).
Es un material esencial en el control de la contaminación del aire y del agua.

### Uso como absorbente de dióxido de carbono
Al gas de alumbrado se le eliminaba el dióxido de carbono (gas no combustible) y el peligroso ácido sulfhídrico mezclándolo con cal, un proceso inventado por Samuel Clegg alrededor de 1807.
Las propiedades de absorción del dióxido de carbono por la cal se han utilizado en los llamados aparatos de respiración de circuito cerrado para purificar el gas exhalado de dióxido de carbono y permitir su reinhalación después de un posible suministro de oxígeno a un flujo muy bajo. Estas técnicas se usan en medicina (anestesia de circuito cerrado), y en respiradores empleados en ambientes con gases peligrosos. Las actividades subacuáticas (equipos de buceo y submarinos) también utilizan la cal como absorbente de dióxido de carbono. La cal hidratada se mezcla con otros compuestos químicos como la sosa (NaOH) para formar cal sodada o con otros compuestos que aceleran la velocidad de reacción de la cal. La presentación en granos porosos de pocos milímetros en recipientes adaptados al paso de gases aumenta la superficie de intercambio y permite la absorción con pequeños volúmenes de cal fácilmente transportables. Un indicador de color permite una rápida lectura visual de la cantidad de cal que queda en el cartucho.

### Uso en cocina y etnofarmacología
La cal se ha utilizado para la conservación de alimentos como los huevos.
La cal (al 0,1% en agua) se utiliza en el remojo del maíz antes de la cocción para ablandar su tegumento y aumentar el contenido de calcio. En América Central y México, se agrega cal al maíz que se muele para hacer harina, en un proceso conocido como nixtamalización. Esta harina añadida con agua dará la "masa" que se utilizará para hacer las diferentes tortitas (como "tortillas", "nachos" o "gorditas").
La cal viva y la nuez de areca fueron y siguen siendo ingredientes en la preparación del betel por masticación o machacado y salivación.

## Embalaje y almacenamiento

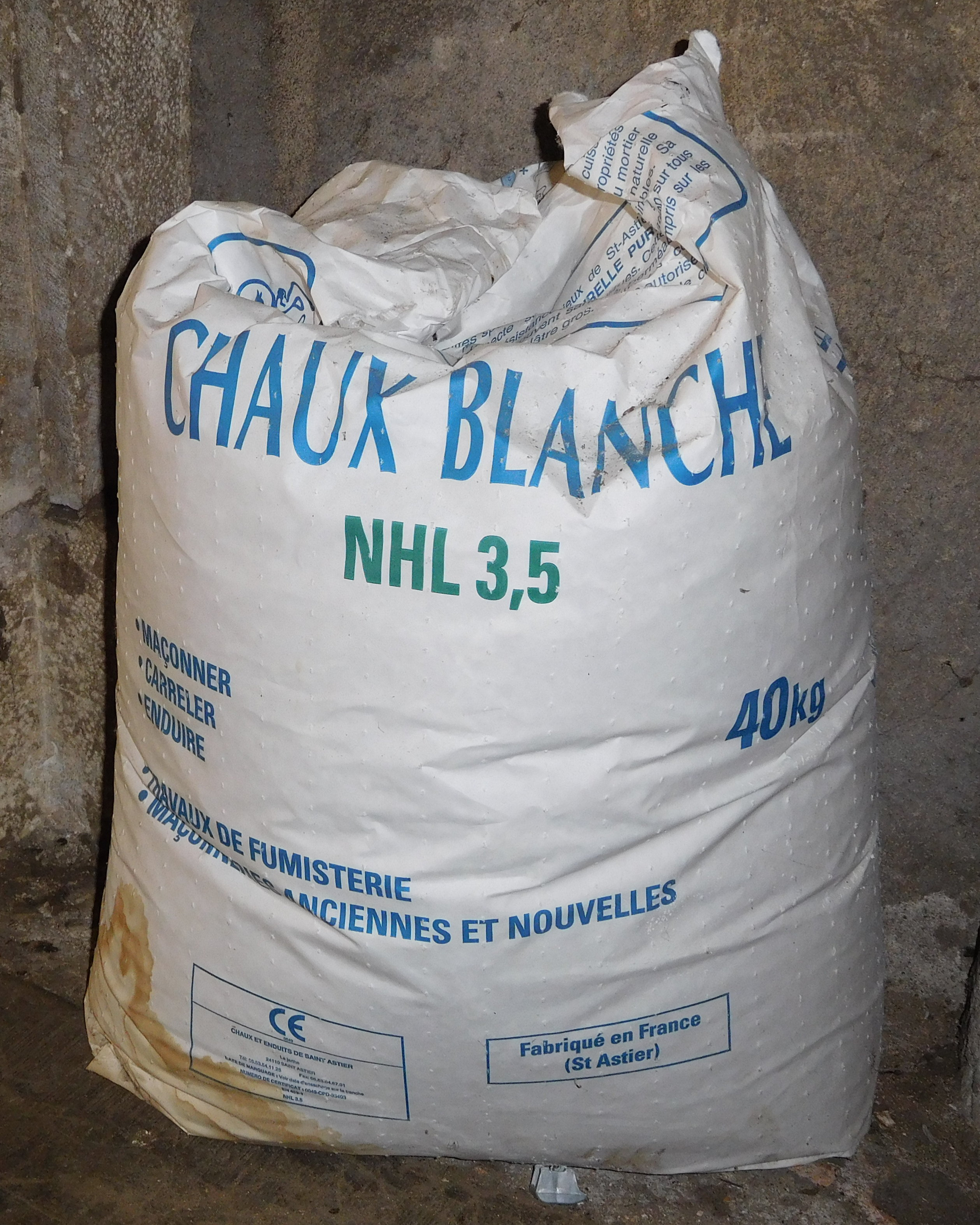
Bolsa de cal moderadamente hidráulica (NHL 3.5)

La cal en polvo (hidráulica o aérea) se envasa en sacos de 15 kg, 25 kg o 35 kg. El almacenamiento debe hacerse en un lugar seco.
La cal aérea también se encuentra en forma de pasta, en cubos o bolsas de plástico de varios volúmenes. Cubierta con una capa de agua, su conservación es casi ilimitada siempre que esté contenida en un envase hermético e impermeable al dióxido de carbono, para evitar su carbonatación prematura en contacto con el CO2 presente en el aire.